# François Lefebvrier
François Anne Joseph Lefebvrier est un homme politique français, né le 4 juin 1767 à Josselin (Morbihan) et mort le 25 août 1828 à Vannes.

## Biographie
Avocat, administrateur du Morbihan, il est élu député au Conseil des Cinq-Cents le 25 germinal an VI. Favorable au coup d'État du 18 Brumaire, il siège au Corps législatif jusqu'en 1803. Il est ensuite nommé conseiller de préfecture à Vannes. 
À sa mort, il est juge d'instruction au tribunal de première instance de l'arrondissement de Vannes.